# Aires Correia
Aires Correia foi um navegador português.
Foi um dos integrantes da frota portuguesa que participou do descobrimento do Brasil. Era o feitor geral da armada do descobrimento e que se destinava a feitor de Calecut. Sua filha, D. Joana Correia, casou-se com Simão de Miranda, outro capitão da empreitada.